# 암하 셀라시에

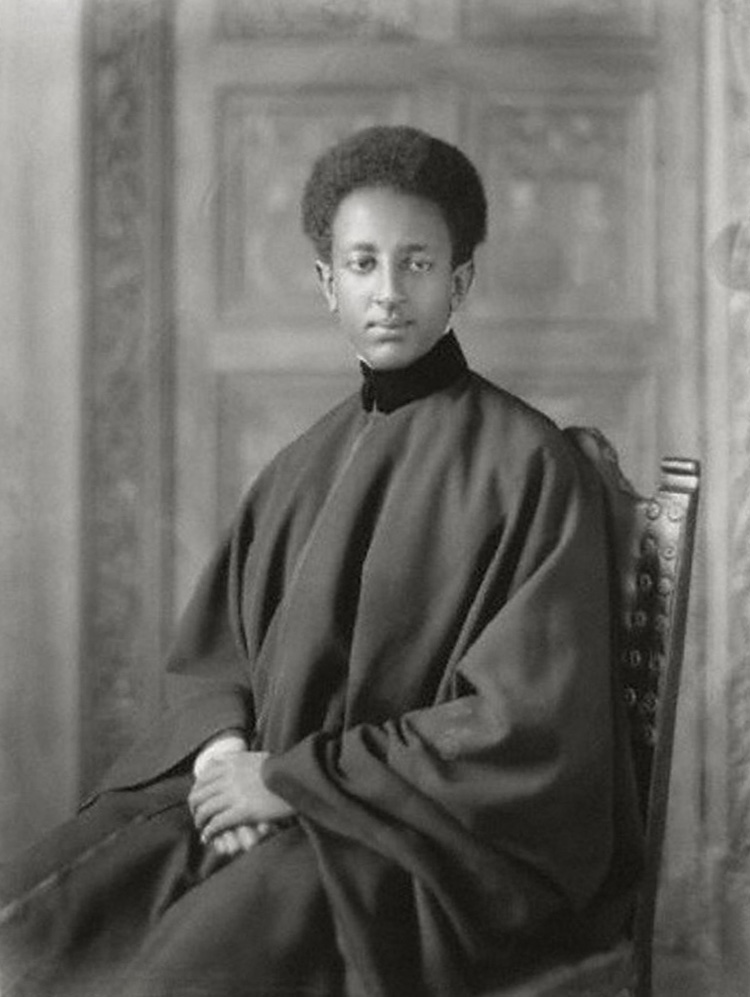
암하 셀라시에

암하 셀라시에(Amha Selassie, 그으즈어: ቀዳማዊ ኀይለ ሥላሴ , 로마자 표기: Āmiha Śəllase), 또는 아스파우 워센 타파리(Asfaw Wossen Tafari, 1916년 7월 27일 ~ 1997년 1월 17일)는 에티오피아 솔로몬 왕조의 마지막 군주(재위 : 1974년 9월 12일 ~ 1975년 3월 21일)였다. 그러나 실권은 쿠테타를 일으킨 군부에 있었다.

## 생애
1972년 말 심각한 뇌졸중으로 수술차 영국 런던, 스위스로 진료를 위해 이송되었으며, 그는 아내와 딸들이 동행했다. 뇌졸중으로 인해 그는 한쪽이 영구적으로 마비되어 걸을 수 없게 되었고 말도 못하게 되었다. 그가 살아날 가능성이 없어 보이자 부황 하일레 셀라시에 1세는 당시 영국 옥스퍼드 대학에 재학 중이던 그의 아들 제라 야고보 왕자를 임시 왕세자와 추정 왕세자로 지명했다.
1974년 9월 12일 그의 아버지가 폐위되자 군부에 의해 명목상 에티오피아의 왕으로 선언되었다. 하일레 셀라시에는 퇴위서에 서명하거나 황제로서의 지위를 포기한 적이 없었다. 1975년 3월 군주제가 폐지될 때까지의 기간이었다. 암하 셀라시에는 쿠데타가 발생했을 당시 치료를 위해 국외에 있었으며 생전에 돌아오지 않았다.
1974년 9월 12일 데르그 군사 정권은 하일레 셀라시에 황제를 폐위시키고 아스파우 보센 왕세자가 스위스 제네바 에서 치료를 받고 돌아오면 "왕"으로 추대될 것이라고 선언했다. 데르그는 아스파우가 입헌군주 로서 통치하기를 원한다고 밝혔다. 그러나 그는 이 선언을 인정하지 않았고 에티오피아로 돌아가지 않았다. 1975년 3월에 에티오피아의 군주제가 폐지되면서 그는 영국 런던에 정착했다.
1989년 4월 아스파우 워센 왕세자는 런던에 있는 그의 집에서 망명 중인 에티오피아 공동체 의 구성원들에 의해 "에티오피아의 황제"로 선포되었다. 1997s년 미국 버지니아 주 매클린에서 사망했다.
| 전임 하일레 셀라시에 | 에티오피아 제국의 황제 1974년 - 1975년 | 후임 제정 폐지 타파리 벤티(데르그 군사 정권 지도자, 사실상) |

| 전임 암하 셀라시에 | 명목상 에티오피아 제국의 황제 1989년 - 1997년 | 후임 제라 야콥 왕세자 |